# 常磐村 (福井県)
常磐村（ときわむら）は福井県丹生郡にあった村。現在の越前町の中部、朝日市街と織田市街の間、国道417号沿線にあたる。

## 地理
- 山岳：烏ヶ岳

## 歴史
- 1889年（明治22年）4月1日 - 町村制の施行により、青野村、金谷村、茱原村、境野村、上戸村及び頭谷村の区域をもって、常磐村が発足する。
- 1951年（昭和26年）4月1日 - 常磐村が分割する。
  - 織田村、萩野村及び大字上戸の区域が合併して、改めて織田村が発足する。
  - 大字境野、大字茱原、大字頭谷、大字青野及び大字金谷の区域が朝日町に編入する。